# Droga krajowa nr 62 (Węgry)
Droga krajowa nr 62 (węg. 62-es főút) – droga krajowa w komitacie Fejér w środkowych Węgrzech. Długość - 45 km. Przebieg: 
- Dunaújváros – skrzyżowanie z 6 i z M6
- Székesfehérvár – skrzyżowanie z M7 i z 7